# Peter Krüger (General)
Peter Krüger (* 9. Februar 1935 in Gotha; † 7. Oktober 2013 in Bornheim) war ein deutscher Brigadegeneral der Luftwaffe der Bundeswehr. Er hatte überwiegend Verwendungen im Militärischen Nachrichtenwesen und war Angehöriger des Bundesnachrichtendienstes.

## Leben
Krüger trat am 25. April 1957 als Rekrut beim Panzerjägerbataillon 2 in Marburg in die Bundeswehr ein. Im Dezember 1957 wechselte er zur Luftwaffe, wo er seine Ausbildung fortsetzte. Vom April bis September 1958 war er an der Offizierschule der Luftwaffe in Faßberg und anschließend bis Januar 1960 Flugschüler in Uetersen und auf der Moore Air Force Base in Texas in den Vereinigten Staaten. Von Januar bis April 1960 erfolgte die Einweisung als Staffelnachrichtenoffizier im Jagdbombergeschwaders 33 auf dem Fliegerhorst Büchel, woraufhin er bis September 1964 Staffelnachrichtenoffizier in der 1. Staffel des Geschwaders war. Dann wechselte er als Nachrichtenoffizier in die Abteilung Nachrichtenwesen der Luftwaffe nach Köln, wo er bis März 1966 tätig war.
Von 1966 bis 1968 absolvierte er den 11. Generalstabslehrgang Luftwaffe an der Führungsakademie der Bundeswehr in Hamburg, wo er zum Offizier im Generalstabsdienst ausgebildet wurde. Danach wurde er von Oktober 1968 bis September 1971 im Bundesnachrichtendienst verwendet. Zurück in den Streitkräften war er von Oktober 1971 bis September 1974 Nachrichtenstabsoffizier in die Abteilung Nachrichtenwesen der Luftwaffe nach Köln. Im Oktober 1974 wurde er Referent im Führungsstab der Luftwaffe II 1 (Militärisches Nachrichtenwesen) im Bundesministerium der Verteidigung (BMVg) auf der Hardthöhe in Bonn und anschließend Abteilungsleiter A2 (Militärisches Nachrichtenwesen) im Luftflottenkommando in Köln. Im Folgenden hatte er eine weitere Ministerialverwendung als Referatsleiter II 2 (Grundsatzangelegenheiten Militärisches Nachrichtenwesen) im Führungsstab der Streitkräfte (Fü S) im BMVg. Nach über sieben Jahren in dieser Verwendung wurde er stellvertretender Stabsabteilungsleiter Fü S II (Militärisches Nachrichtenwesen) und Referatsleiter Fü S II 2 (Gesamtlage) im BMVg. 
In seiner letzten Verwendung war Krüger von April 1987 bis September 1993 Kommandeur der Schule für Nachrichtenwesen der Bundeswehr in Bad Ems. Auf diesem Dienstposten erfolgte die Ernennung zum Brigadegeneral. Mit Ablauf des September 1993 wurde er in den Ruhestand versetzt.
Krüger war verheiratet. Er starb 2013 in Bornheim.

## Auszeichnungen
- Meritorious Service Medal (Air Force)
- Spanisches Luftwaffen-Verdienstkreuz in Weiß
- Legion of Merit (Degree of Officer) (1995)[3]
- Ehrenkreuz der Bundeswehr in Gold